# Okręt (Podzamcze)
Okręt – skała we wsi Podzamcze w województwie śląskim, w powiecie zawierciańskim, w gminie Ogrodzieniec. Znajduje się w lesie na południowy wschód od ruin Zamku Ogrodzieniec. Obok niej prowadzi czerwony szlak turystyczny. Skała znajduje się po jego północnej stronie w odległości około 30 m od ścieżki. Pod względem geograficznym znajduje się na Wyżynie Ryczowskiej wchodzącej w skład Wyżyny Częstochowskiej.
Skała Okręt zbudowana jest z twardych wapieni skalistych. Ma wysokość 11–15 m, ściany połogie, pionowe lub przewieszone. Uprawiana jest na niej wspinaczka skalna, ale skała ta jest mało popularna. Do 2020 r. poprowadzono na niej tylko  5 dróg wspinaczkowych

## Drogi wspinaczkowe
Przez wspinaczy skalnych Okręt zaliczany jest do rejonu Gołębnika. Drogi mają trudność od III do VI.7+ w skali polskiej. Są też 3 projekty. 3 drogi mają zamontowane stałe punkty asekuracyjne: ringi (r) i stanowiska zjazdowe (st).
1. Arachnofobia; VI.8, 4r +st, 15 m
2. Magnat prasowy; VI.5, 4r +st, 15 m
3. Baron tytoniowy; VI.5+, 5r + st, 15 m

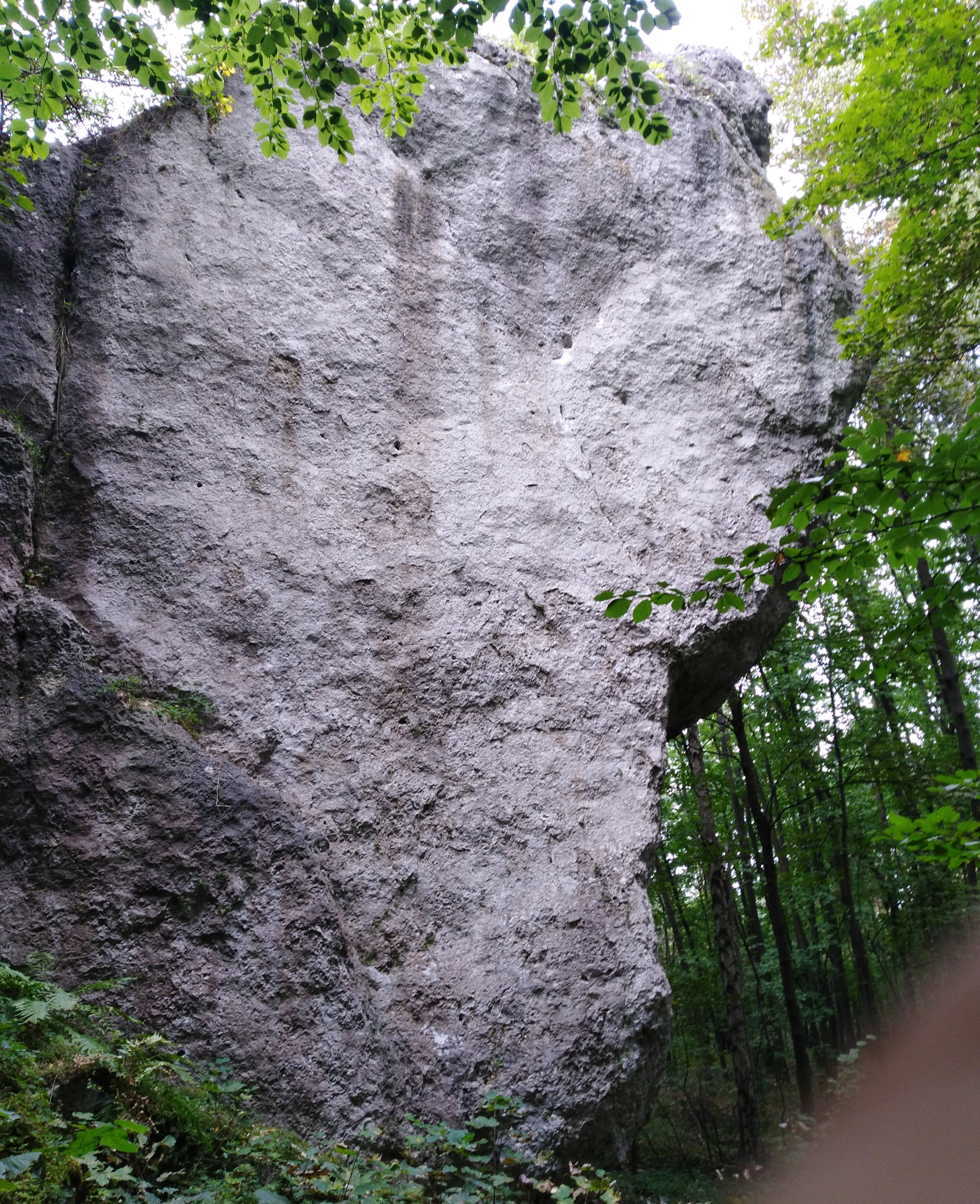
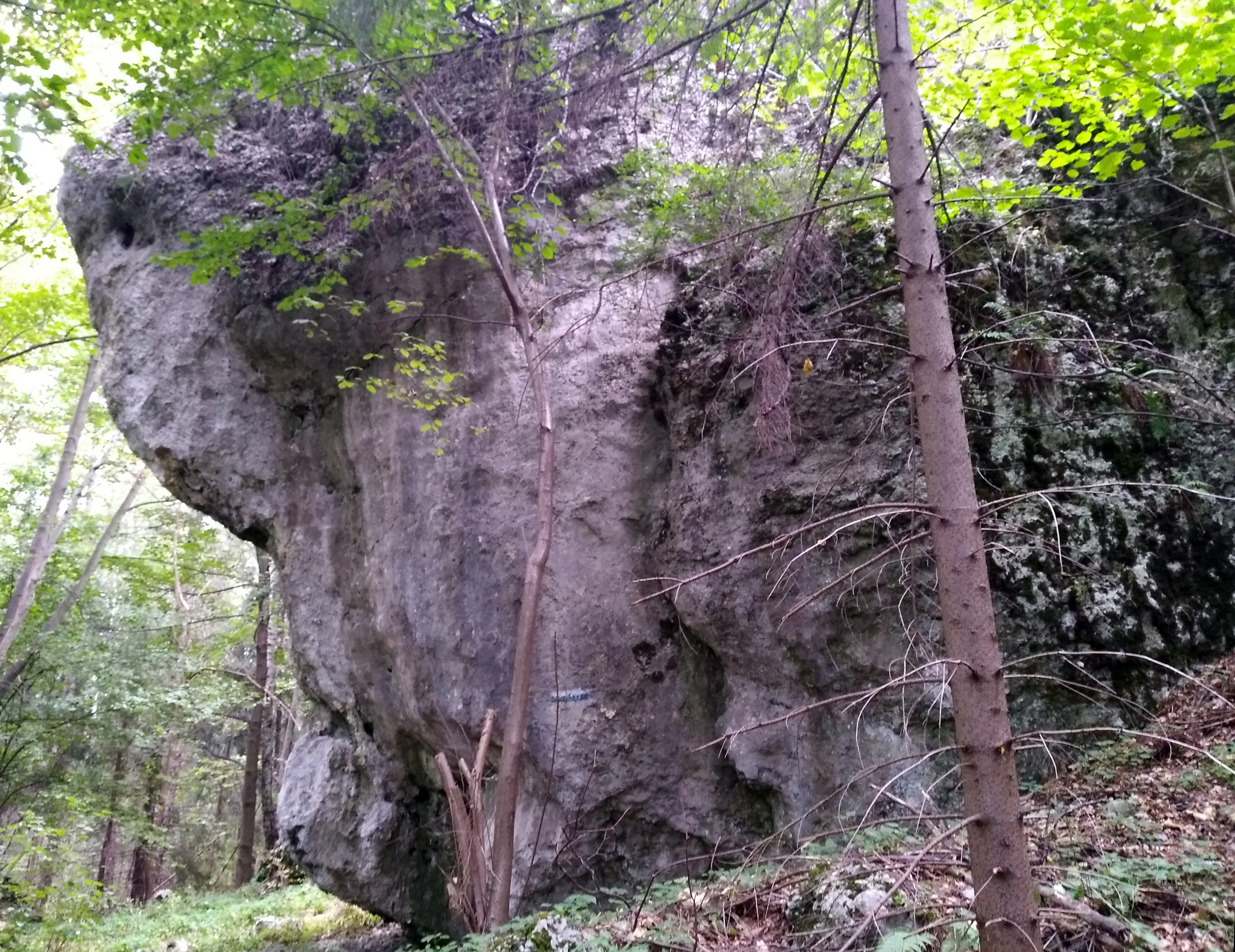
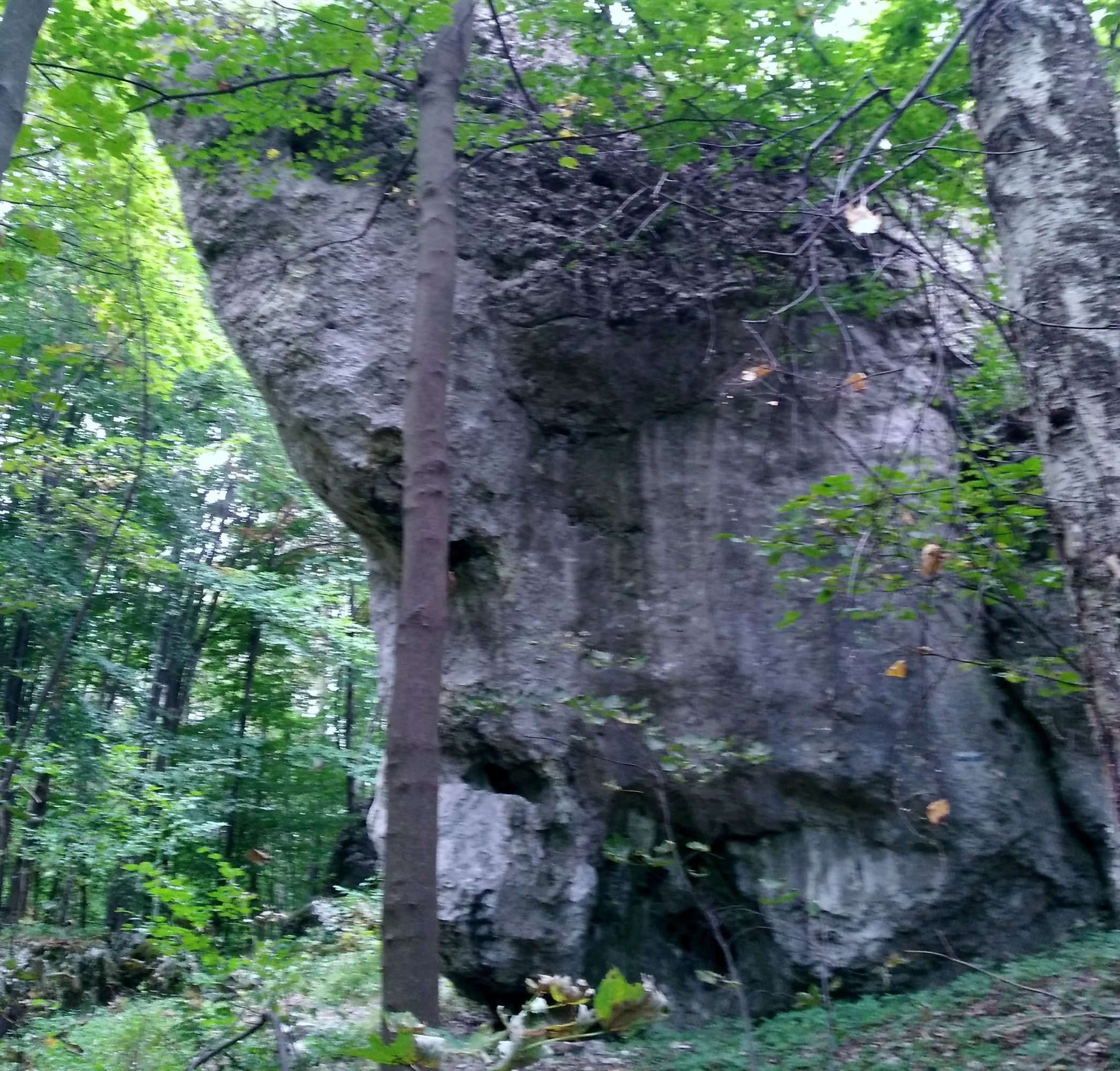
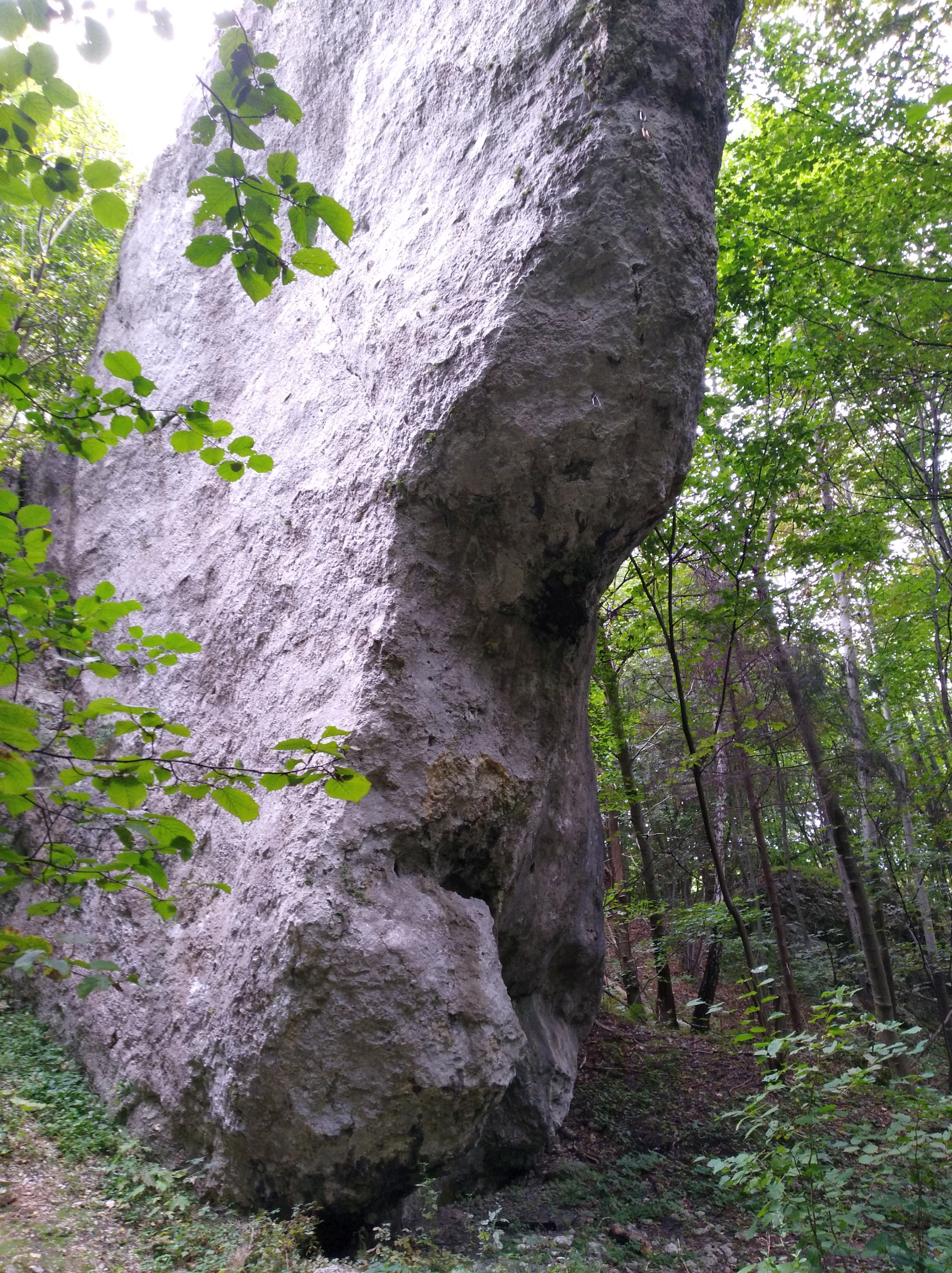

4. Zacięcie; III,
5. Lewa burta; VI.+[2].